# Quello che non uccide
Quello che non uccide (in lingua originale Det som inte dödar oss) è un romanzo poliziesco dello scrittore e giornalista svedese David Lagercrantz. Il romanzo è il quarto della serie Millennium ed è stato pubblicato undici anni dopo la prematura scomparsa dell'autore Stieg Larsson, autore dei primi tre volumi.
La prima edizione del romanzo, in cui si ritrovano i personaggi di Lisbeth Salander, Mikael Blomkvist e di altri già presenti nella serie, è stata pubblicata nell'anno 2015 da Marsilio.

## Trama
Frans Balder, uno scienziato informatico tra i migliori al mondo nel campo dell'intelligenza artificiale, torna nella natia Svezia per poter dedicare più tempo al suo figlio autistico August, attualmente in custodia dall'ex moglie Hanna e dal compagno di lei Lasse Westman. Balder viene avvisato di essere in pericolo da criminali noti come "Spider Society" ma l'uomo ignora gli avvisi.
Un dipendente della "Solifon", ex sottoposto di Balder, contatta Mikael Blomkvist, il cui giornale naviga in cattive acque, chiedendo di aiutarlo preoccupato che possa accadere qualcosa a Balder. Nel frattempo Lisbeth Salander tenta di rintracciare una persona scomparsa e le sue indagini portano alla Spider Society. Per rintracciarli effettua, insieme all'Hacker Republic, un attacco informatico alla rete dell'N.S.A., i cui membri, tra cui il migliore agente Ed "The Ned" Needham, tentano senza successo di contrastare e identificare. Al contempo l'agente Alona Casales dell'NSA e Gabriella Grane della Sapo cercano di identificare gli autori di un attacco informatico indipendente dal precedente, i cui autori si firmano "Spider Society" e "Thanos". Balder scopre che August è un savant con una memoria fotografica in grado di creare disegni eccellenti.
Grane contatta Balder, in quel momento da solo con il figlio August, e sentendosi in pericolo contatta Mikael Blomkvist per rilasciare importanti rivelazioni. Blomkvist accetta e lo raggiunge, ma Balder viene ucciso prima dal killer Jan Holtser sotto gli occhi di August. Mikael contatta Lisbeth per informarla del fatto e sperando in un suo aiuto. August viene dapprima preso in custodia dalla madre Hanna che decide poi di lasciarlo ad un centro di cure psicologiche. Blomkvist scopre le capacità di August e chiede alla polizia di prenderlo in custodia perché potrebbe identificare il killer. Per questo motivo una donna di nome Kira commissiona a Jan Holtser di uccidere il bambino che viene salvato da Lisbeth. I due si rifugiano in un luogo anonimo avvertendo Mikael che nel frattempo indaga sul movente della morte di Balder.
Blomkvist viene raggiunto da Rebecka Mattson che tenta di sedurlo, ma lui rifiuta e fugge dopo aver intuito la vera identità della donna, avendo poi conferma da Holger Palmgren: è Camilla Salander, l'odiata sorella gemella di Lisbeth. Palmgren la descrive come molto attraente, popolare e benvoluta, ma anche psicologicamente predatrice e manipolatrice, alla ricerca dell'approvazione del padre. Il sospetto è che adesso Camilla abbia in mano il network criminale del padre e che lo stia usando per attaccare Lisbeth.
Needham raggiunta la Svezia contatta Blomkvist rivelandogli i dettagli dell'attacco hacker e chiedendo di incontrare Lisbeth per rafforzare le difese dell'NSA. Salander ed August invece vengono raggiunti da Camilla e gli Spiders, a cui però sfuggono. August ha completato un disegno raffigurante il volto di Holtser. Gabriella Grane rilascia una dichiarazione all'ONU denunciando la vicenda, mentre Millennium ne crea uno scoop con cui torna alla ribalta e ne aumenta la credibilità.

## Edizioni
- David Lagercrantz, Quello che non uccide, traduzione di Laura Cangemi e Katia De Marco, Marsilio, 2015. ISBN 978-88-317-2199-8.
- David Lagercrantz, Quello che non uccide, traduzione di Laura Cangemi e Katia De Marco, Marsilio, 2016. ISBN 978-88-317-2442-5.
- David Lagercrantz, Quello che non uccide, traduzione di Laura Cangemi e Katia De Marco, Marsilio, 2017. ISBN 978-88-317-2810-2.
- David Lagercrantz, Quello che non uccide, traduzione di Laura Cangemi e Katia De Marco, Marsilio, 2018. ISBN 978-88-317-4325-9.
- David Lagercrantz, Quello che non uccide, traduzione di Laura Cangemi e Katia De Marco, Universale Economica Feltrinelli, 2019. ISBN 978-88-297-0199-5.